# Fritz Kronenberg
Fritz Kronenberg (* 13. Februar 1901 in Köln; † 4. April 1960 in Hamburg) war ein deutscher Maler der Hamburgischen Sezession. 

## Leben

### Ausbildung und Lehrtätigkeit
In seiner Heimatstadt Köln besuchte Fritz Kronenberg ab 1919 zunächst die Kunstgewerbeschule. Dort beschäftigte er sich mit der Technik des Holzschnitts.
Von 1920 bis 1923 studierte er an der Kunstakademie Düsseldorf und anschließend zusammen mit Karl Kluth an der Kunstakademie Karlsruhe. Er belegte Kurse in Bildhauerei, Holzschnitzerei und Zeichnen.
Nach dem Studium begann er eine lebhafte Reisetätigkeit: 1923 reiste er in die USA, nach Spanien und nach Nordafrika, 1924 besuchte er Norwegen.
1925 legte er einen längeren Aufenthalt in Paris ein, wo er Wilhelm Uhde und die kubistischen Werke von Pablo Picasso, Juan Gris, Georges Braque und Helmut Kolle kennenlernte. Die künstlerische Auseinandersetzung mit Georges Braque sollte ihn nachhaltig beeinflussen, sodass ihm seine Inspiration durch den französischen Kubismus später unter Freunden den Spitznamen Kronenbraque einbrachte.
1925 Jahr kehrte Kronenberg nach Köln zurück, heiratete die Industriellentochter Erika Strauss (Vater: Ottmar Edwin Strauss) und begann seine Lehrtätigkeit an der dortigen Kunstgewerbeschule, die bis 1927 andauerte.

### Hamburg
1927 siedelte er mit seiner Ehefrau nach Hamburg über, um dort als freischaffender Maler zu leben. Mit der wohlhabenden Familie von Erika Kronenberg im Hintergrund war das Paar und deren Sohn Stefan Kronenberg materiell abgesichert. Bereits im ersten Hamburger Jahr bekam er von der Stadt einen Auftrag für ein Wandbild für die Volkshochschule Osterbrook in Hamburg-Hamm. Die für maritime Fernreisen günstige strategische Lage der Hafenstadt nutzte er für eine Ostasienreise – nach Indien, Bali und Java und zum Abschluss Ägypten.
Im Jahr darauf lud ihn die Hamburgische Sezession als Gastteilnehmer zur 8. Sezessionsausstellung ein. 1932/33, bis zur Auflösung am 16. Mai 1933, war er reguläres Mitglied dieser fortschrittlichen Künstlervereinigung. Sein persönlicher Stil, der den Kubismus formal abwandelte, sodass nie der Bezug zum Gegenstand ganz gekappt wurde, führte zu oft großformatigen, streng tektonisch aufgebauten Stillleben. Für die Gestaltung der Landschaften stellte er selbst fest: „Ich komme hier nicht ohne eine gewisse Raum- und Luftperspektive aus.“ Die um 1930 herum entstandenen Landschaften zeigen deutlich den Sezessionsstil, den er zusammen mit anderen jüngeren Kollegen der Künstlervereinigung entwickelte. 1931 trat er der Hamburgischen Künstlerschaft bei.
Nach der Machtübergabe 1933 an die Nationalsozialisten zog sich Fritz Kronenberg aus dem Kunstbetrieb zurück. Privat unterrichtete er noch Schüler, wie etwa Irma Weiland. 1936 begann er eine Zusammenarbeit mit der Griffelkunst-Vereinigung Hamburg, deren Ursprungsziel es war, auch Arbeitern den Erwerb von Grafik zu ermöglichen. Die Griffelkunst konnte Teile seines umfangreichen grafischen Werkes trotz vieler Beschränkungen durch die Reichskulturkammer verlegen. Kronenberg unterstützte die pädagogischen Ziele der Vereinigung durch Vorträge und Führungen. Kurzfristig lehrte er auch an der Kunstschule von Gerda Koppel.

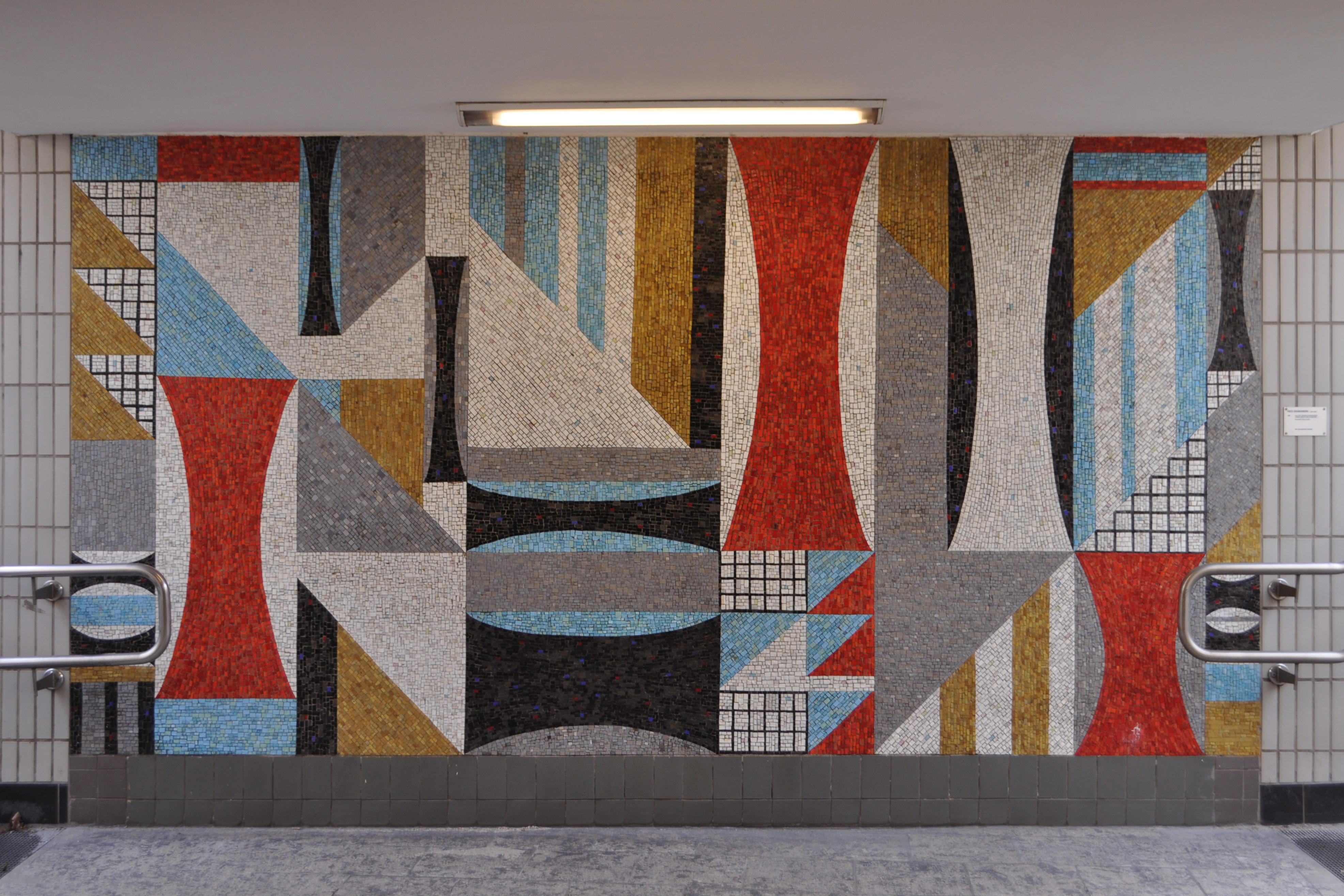
Keramikwand im U-Bahnhof Meßberg

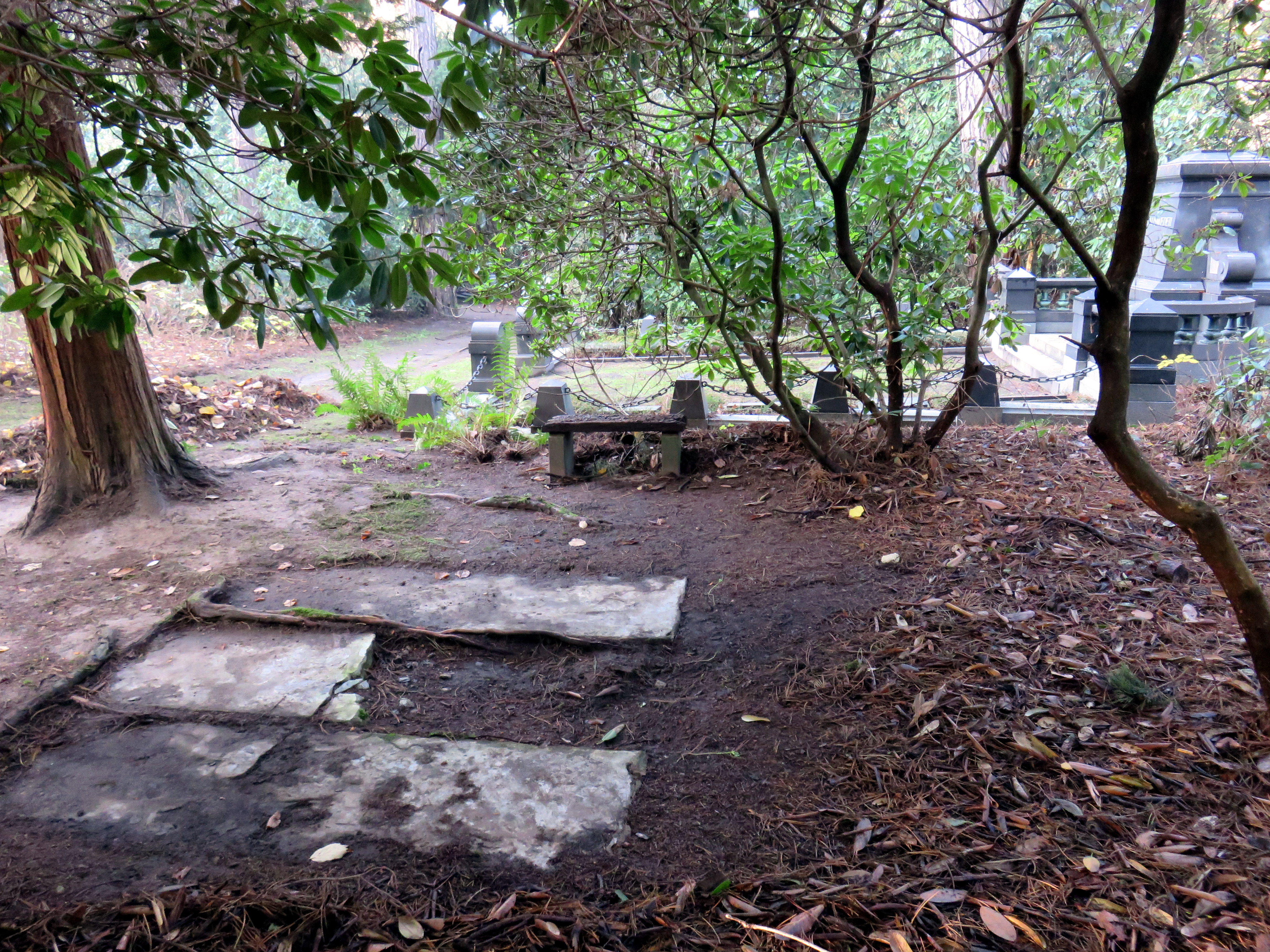
Fundamentrest der Liegeplatte für Fritz Kronenberg (Mitte) auf dem Friedhof Ohlsdorf

1937 wurden in der Nazi-Aktion „Entartete Kunst“ aus öffentlichen Sammlungen nachweislich zehn seiner Bilder beschlagnahmt.
1938 ließ Kronenberg sich von seiner ersten Frau scheiden. 1940 ging er eine neue Ehe mit Sigrid Vogler ein. Sie bekamen einen Sohn, Nils Andreas Kronenberg (1941–2008). Bei einem Bombenangriff 1943 wurden Wohnung und Atelier zerstört, Kronenberg fand daraufhin Zuflucht im schleswig-holsteinischen Keelbek bei Tarp.
Als sich die Hamburgische Sezession nach dem Zweiten Weltkrieg 1946 neu gründete, war Kronenberg wieder dabei – auch wenn die Neugründung nicht lange überdauern sollte. Mit zwei Werken war er 1952 in der repräsentativen Ausstellung der Mannheimer Kunsthalle Gegenstandslose Malerei in Deutschland vertreten. 1953 wurde er Mitglied der Freien Akademie der Künste in Hamburg. In den folgenden Jahren unternahm er wiederum Reisen nach Dänemark, Südamerika und in die Bretagne.
Mitte der 1950er Jahre hatte er im NDR-Fernsehen eine eigene Sendereihe: Malen mit Fritz Kronenberg, in der er dem Publikum verschiedene künstlerische Techniken erklärte.
Im Jahr vor seinem Tod schuf Kronenberg eine Keramikwand für die Hamburger U-Bahn-Station „Meßberg“ und bekam 1958 den Edwin-Scharff-Preis verliehen.
1960 starb Fritz Kronenberg an den Folgen einer Kopfoperation und wurde auf dem Ohlsdorfer Friedhof in der Grabstelle AC 10 (13-22) in Hamburg bestattet. Das Grabmal hat der eng befreundete Bildhauer Ulrich Beier auf besonderen Wunsch des Verstorbenen gestaltet.
Fritz Kronenberg war Mitglied im Deutschen Künstlerbund.

## 1937 als „entartet“ aus öffentlichen Sammlungen beschlagnahmte Werke

### Tafelbilder
- Vertreibung aus dem Paradies (Öl auf Leinwand, um 1918; Kunstsammlungen der Stadt Düsseldorf; vernichtet)
- Stilleben mit Artischocken (Kunsthalle Hamburg; Verbleib ungeklärt)
- Sterbender Torero (Kunsthalle Hamburg; vernichtet)

### Zeichenkunst
- Straße (Aquarell; Kunsthalle Hamburg; vernichtet)
- Brandung (Aquarell; Kunsthalle Hamburg; vernichtet)
- Gartenhaus (Aquarell; Kunsthalle Hamburg; vernichtet)
- Frauenkopf (Kreide-Zeichnung, 1932; Museum für Kunst und Gewerbe Hamburg; vernichtet)
- Abend (Aquarell; Wallraf-Richartz-Museum Köln; Verbleib ungeklärt)
- Zwei Stilleben (zwei Aquarelle; Museum Behnhaus Lübeck; vernichtet)